# Милащенко Василь Олексійович
Васи́ль Олексі́йович Мила́щенко (17 січня 1991 — 29 серпня 2014) — солдат Збройних сил України, учасник російсько-української війни.

## Життєпис
Народився 1991 року в місті Апостолове (Дніпропетровська область). Закінчив школу в селі Запорізьке Апостолівського району, навчався в технікумі, відслужив в армії у танковому взводі.
В часі війни — старший механік-водій танка 1-го взводу 3-ї танкової роти 1-го танкового батальйону 17-ї окремої танкової бригади.
Згорів у танку під час прориву з оточення під Іловайськом. Танк Віталія йшов першим в колоні, яка виходила до села, був розстріляний російськими танками, загинув весь екіпаж — Василь Милащенко, командир танка Віталій Король та навідник Віталій Калакун.
2 вересня 2014-го тіло Віталія Короля разом з тілами 87 інших загиблих у Іловайському котлі було привезено до Запоріжжя.
Вважався зниклим безвісти, ідентифікований за експертизою ДНК серед загиблих. 1 липня 2015 року з воїном попрощалися в місті Апостолове.
Без сина лишились батьки.

## Нагороди і вшанування
За особисту мужність і героїзм, виявлені у захисті державного суверенітету та територіальної цілісності України, вірність військовій присязі під час російсько-української війни, відзначений — нагороджений
- 18 травня 2016 року — орденом «За мужність» III ступеня (посмертно)[1].
- В жовтні 2021 року в пам'ять про Василя Милащенка на фасаді школи, у якій він вчився, у селі Запорізьке Апостолівського району розмістили меморіальну дошку[2].
- Його портрет розміщений на меморіалі «Стіна пам'яті полеглих за Україну» у Києві: секція 3, ряд 6, місце 22
- Вшановується 29 серпня на щоденному ранковому церемоніалі вшанування українських захисників, які загинули цього дня у різні роки внаслідок російської збройної агресії[3]